# Marlowe (película de 2022)
Marlowe es una película de suspenso y crimen neo-noir estrenada en 2022 y dirigida por Neil Jordan, que coescribió el guion junto con William Monahan. Basada en la novela de 2014, The Black-Eyed Blonde de John Banville, que escribió bajo el seudónimo de Benjamin Black, la película está protagonizada por Liam Neeson como el inquietante detective privado Philip Marlowe, un personaje ficticio creado por Raymond Chandler, y presenta a Diane Kruger, Jessica Lange, Adewale Akinnuoye-Agbaje, Alan Cumming, Francois Arnaud, Ian Hart, Danny Huston, Daniela Melchior y Colm Meaney.
Se mostró en primicia durante el 70.º Festival Internacional de Cine de San Sebastián, el 24 de septiembre de 2022, y fue estrenada en las salas de cines, el 15 de febrero de 2023, por Open Road Films y Briarcliff Entertainment. La película recibió críticas mixtas de los críticos.

## Argumento
En 1939 en Los Ángeles, el detective privado Philip Marlowe es contratado por la glamorosa heredera Clare Cavendish (Diane Kruger) para encontrar a su amante desaparecido, Nico Peterson (François Arnaud), un maestro de utilería en los Pacific Film Studios. Marlowe se entera rápidamente de que Peterson está muerto, aparentemente después de haber caído borracho antes de que un automóvil lo atropellara accidentalmente y le aplastara la cabeza fuera del exclusivo Corbata Club de lujo que atiende solo a la élite de la ciudad. A Marlowe se le niega la entrada y se pelea con los jardineros cuando intenta colarse. Su amigo, el detective de homicidios Joe Green (Ian Hart), no está interesado en reabrir el caso y alienta a Marlowe por aceptar la versión sobre la muerte de Peterson. Visita a Cavendish en su casa para contarle más sobre la muerte de Peterson y también se encuentra con el propietario del estudio, Philip O'Reilly, el futuro embajador en Inglaterra. Cavendish revela que vio a Peterson pasar junto a ella mientras estaba en Tijuana después de su supuesta muerte. Molesta porque ella retuvo esta información, Marlowe se va y se encuentra con la madre de Cavendish, la estrella de cine Dorothy Quincannon (Jessica Lange), que no logra saber qué servicio exactamente le está brindando Marlowe a su hija.
Marlowe visita la tumba de Peterson y se topa con una mujer de luto que le deja una nota, aunque ella escapa antes de que él pueda abordarla para hablar con ella. Marlowe convence a Green para que abra una investigación por asesinato ahora que saben que el cuerpo no era el de Peterson. Green reprende a Marlowe por su incansable búsqueda de la verdad y revela que el cuerpo fue identificado por el propietario del Corbata Club, Floyd Hanson (Danny Houston). Marlowe se encuentra con Hanson en el club, y la pareja no logra obtener información el uno del otro. Al salir, Marlowe se da cuenta de la mujer de la tumba, la hermana de Peterson, Lynn, y clandestinamente accede a reunirse con ella en el Club Cabana, más tarde, esa noche; su discusión es observada por Hanson. Cuando llega al lugar de encuentro en el Cabana, Marlowe es asaltado por dos hombres, pero los golpea hasta dejarlos inconscientes.
Quincannon se encuentra con Marlowe para tratar de contratarlo para encontrar a Peterson para ella. Ella revela que su relación contenciosa con su hija se debe a que pasó muchos años fingiendo que Cavendish era su sobrina por consejo de O'Reilly, su examante. El antiguo investigador privado de Quincannon se había enterado de que Peterson también actuaba como agente de talentos de la actriz Amanda Toxteth (Seana Kerslake). Toxteth le dice a Marlowe que Peterson era un mujeriego en serie y que importaba cocaína regularmente de Tijuana. Sin pistas, Marlowe irrumpe en la casa de Peterson y se encuentra con Lynn antes de que la pareja sea atacada por dos mexicanos que buscan a alguien llamada Serena. Marlowe queda inconsciente mientras Lynn es raptada.
Después de despertar, Marlowe es secuestrado por el narcotraficante Lou Hendricks (Alan Cumming) y su chófer Cedric (Adewale Akinnuoye-Agbaje). Hendricks revela que está detrás de Peterson, su antiguo mensajero de drogas, que robó un alijo de cocaína y en el Corbata Club ayudaron a fingir la muerte de Peterson. Marlowe provoca que su amigo oficial, Bernie Ohls (Colm Meaney), comience a buscar a Lynn, mientras que Cavendish visita a Marlowe en su casa para seducirlo; aunque él rechaza sus avances, comparte un baile con ella antes de que se vaya. Marlowe sigue en secreto a Cavendish a una cita con O'Reilly y se encuentra con Quincannon, quien comparte su enojo por la relación de su hija con O'Reilly, mucho mayor y poderoso. Al día siguiente, Ohls lleva a Marlowe hasta el cuerpo de Lynn y le revela que fue torturada y violada antes de ser asesinada. Ohls rastrea a los mexicanos hasta el Corbata Club y le da a Marlowe su apoyo no oficial para infiltrarse en el club y vengar a Lynn.
Marlowe se enfrenta a Hanson, que le ofrece una bebida, pero Marlowe la tira discretamente, al sospechar que Hanson la quería envenenar, y finge que se está muriendo. Convencido de que está muerto, Hanson hace que sus hombres lleven el cuerpo de Marlowe a través de las áreas hedonistas del club a un área secreta donde los mexicanos han sido asesinados, Hendricks está siendo torturado y Cedric ha sido inmovilizado. Bajo tortura, Hendricks revela que Serena es en realidad la estatua de sirena que Peterson colocó en la pecera adyacente y que contiene la cocaína que falta. Marlowe libera a Cedric y la pareja mata a Hanson y sus hombres, sin darse cuenta destruyendo a la sirena y las drogas. Cedric también mata a Hendricks después de que le dijeron que estaría endeudado durante años para pagar el valor de las drogas. Cedric decide trabajar con Marlowe para que puedan cuidarse el uno al otro.
Marlowe regresa a casa y encuentra a Peterson esperándolo. Peterson,  que no se siente culpable por la muerte de Lynn por su vinculación con él, le deja a Marlowe con un mensaje para que Cavendish se reúna con él en la almacén del estudio para obtener la información que ha recopilado sobre O'Reilly. También le cuenta a Marlowe que el falso Peterson era un músico de gran parecido con Peterson. Peterson conoce a Cavendish y revela sus extensos registros de cada negocio de drogas realizado a través de la casa de utilería con Hendricks, creyendo que destruirá la reputación del estudio y de O'Reilly. Cuando llega Marlowe, Cavendish traiciona a Peterson, le dispara y le prende fuego a él y a la evidencia, inmolando la casa de utilería, con la intención de usar esta escritura para ganarse el favor de O'Reilly y convertirse en vicepresidente del estudio. Ella le ofrece a Marlowe un trabajo como jefe de seguridad del estudio, pero él se niega y recomienda a Cedric.

## Reparto
- Liam Neeson como Philip Marlowe
- Diane Kruger como Clare Cavendish
- Jessica Lange como Dorothy Quincanon
- Adewale Akinnuoye-Agbaje como Cedric
- Colm Meaney como Bernie Ohls
- Daniela Melchor como Lynn Peterson
- Alan Cumming como Lou Hendricks
- Danny Houston como Floyd Hanson
- Seana Kerslake como Amanda Toxteth
- François Arnaud como Nico Peterson
- Ian Hart como Joe Green
- Patrick Muldoon como Richard Cavendish

## Producción
Marlowe es la película número 100 del actor Liam Neeson. William Monahan escribió el guion, adaptándolo de la novela de 2014 The Black-Eyed Blonde de John Banville. Neeson se incorporó para protagonizar en marzo de 2017, y Neil Jordan firmó para dirigir en junio de 2021. Se anunciaron castings adicionales en noviembre de 2021.
La fotografía principal se llevó a cabo durante dos meses, a partir de noviembre de 2021. El rodaje de las escenas exteriores ambientadas en Los Ángeles tuvo lugar en Barcelona, España, mientras que las escenas interiores se rodaron en Dublín, Irlanda. Jordan citó la película Blade Runner de 1982 como una influencia en el aspecto de la película y afirmó: "Estoy haciendo una película ambientada en Los Ángeles en el pasado, pero de alguna manera es una película de ciencia ficción. […] Fue una buena referencia para los diseñadores y el equipo de cámara".

## Estreno
Marlowe tuvo su estreno mundial el 24 de septiembre de 2022, como película de clausura del 70 Festival Internacional de Cine de San Sebastián. Originalmente se fijó para un lanzamiento del 2 de diciembre de 2022 en los Estados Unidos, pero se retrasó hasta el 15 de febrero de 2023.

## Recepción

### Recaudación
La película ganó $ 1,8 millones en su primer fin de semana (y un total de $ 2,9 millones durante sus primeros cinco días) en 2281 salas de cine, terminando en octavo lugar.

### Respuesta de la crítica
En el sitio del agregador de reseñas Rotten Tomatoes, el 25% de las 104 reseñas de los críticos son positivas, con una calificación promedio de 4.9/10. El consenso del sitio web dice: "Liam Neeson no es necesariamente una mala opción para el personaje clásico, pero Marlowe no logra defenderse como una extensión de franquicia que valga la pena o como un misterio divertido por derecho propio". Asignado por Metacritic la película obtuvo una puntuación media ponderada de 41 sobre 100, basada en 24 críticos, lo que indica "críticas mixtas o medias". El público encuestado por PostTrak le dio a la película una puntuación positiva del 51 %, y el 27 % dijo que "definitivamente la recomendaría".
En una reseña del Festival Internacional de Cine de San Sebastián, Screen Daily escribió: "Con algunos chistes increíblemente incongruentes sobre los famosos MacGuffins de la pantalla, el guion inteligente de Jordan y William Monahan... no se siente lo suficientemente tortuoso en su trama ni lo suficientemente fresco en la reinvención tampoco de su héroe o su mundo LA". Guy Lodge de Variety escribió en su reseña: "La película de Jordan es resueltamente conservadora en su marco de época e irritantemente posmoderna en la complacencia de su audiencia".
Después de su estreno en cines, una reseña de Richard Roeper Chicago Sun-Times dijo: "Gracias a los valores de producción de alto nivel, el guion jugoso y las actuaciones vigorosas de ese elenco de primer nivel, es genial ver otra versión de Marlowe". en el caso". Mick LaSalle, que escribe para el San Francisco Chronicle, dijo: "No es una película terrible, sino terriblemente mal concebida, en todos sus detalles. Este es el trabajo de un director razonable e inteligente, Neil Jordan... quien tuvo una mala idea y luego la agravó con decisiones equivocadas y un reparto loco". Frank Scheck de The Hollywood Reporter escribió: "Pero a pesar de todos los tropos de género auténticos que se exhiben, Marlowe nunca cobra vida por sí solo, ya que le falta el entusiasmo o el ingenio para que se sienta como algo más que una gran canción pop interpretada por una banda de versiones mediocre".